# 卡米洛特月坑
卡米洛特月坑（Camelot）是月球表面的一处地质特征，一座位于陶拉斯-利特罗谷中的陨石坑。1972年宇航员尤金·塞尔南和哈里森·施密特在阿波罗17号任务期间曾到访过它，第二次舱外活动中的5号科考点就在它的南侧边缘。
卡米洛特月坑位于飞船着陆点以西，西南是更小的霍雷肖月坑，它的西北是胜利坑，而东南则分布了鲍威尔月坑和三叉戟月坑。
该陨坑是宇航员以亚瑟王传说中的卡米洛特城堡所命名。

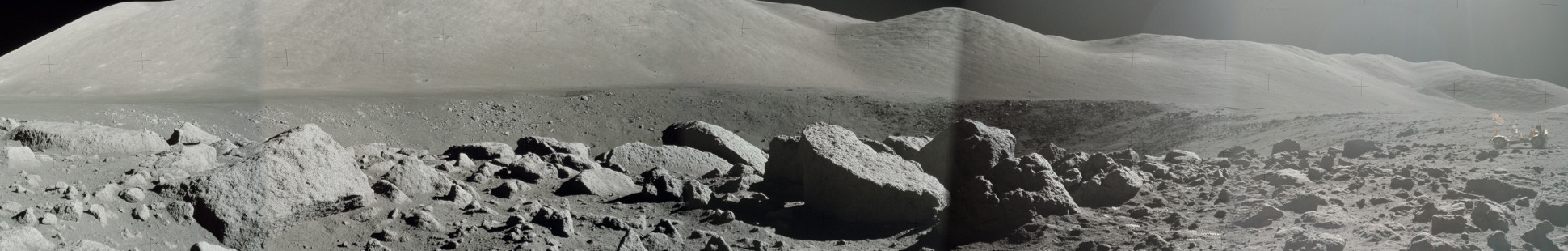
尤金·塞尔南在位于卡米洛特月坑南缘的5号科考点拍摄的全景照片

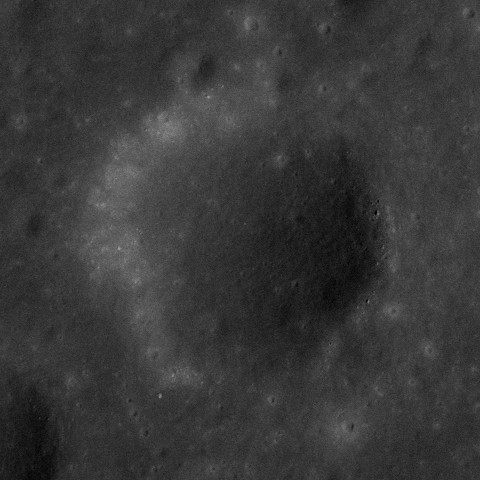
阿波罗17号全景相机照片